# Arena Stožice
Arena Stožice je višenamjenska športska dvorana u Ljubljani, Slovenija. Projektirali su je arhitekti Sadar Vuga d.o.o. i najveća je zatvorena dvorana u Sloveniji.  Zajedno s nogometnim stadionom, dio je Športskog parka Stožica.
Kapacitet dvorane iznosi 12480 sjedećih mjesta, odnosno oko 14450 za potrebe održavanja koncerata. Trenutno je domaći teren košarkaškog kluba KK Union Olimpija Ljubljana, rukometnog kluba RK Krim i za utakmice nacionalnog tima u raznim športovima.

## Povijest
Arena je dobila ime po Stožicama u kojoj se nalazi, a u budućnosti je moguća promjena imena zbog sponzorskih prava. Arena Stožice ima površinu od 14.164 m². Izgrađena je u 14 mjeseci i otvorena 10. kolovoza 2010. košarkaškom utakmicom između Slovenije i Španjolske, koju je Španjolska dobila u produžetcima sa 79:72. 

Od 11. do 22. rujna 2013. dvorana je bila domaćin svih utakmica skupine E i F, kao i završnih utakmica Europskog prvenstva u košarci 2013.

## Galerija
- Stožice Arena during EuroBasket
- Stožice Arena